# Bataille de Hawija
Seconde guerre civile irakienne
La bataille de Hawija a lieu lors de la seconde guerre civile irakienne. Elle débute le 21 septembre 2017 par une offensive des forces irakiennes et alliées pour reprendre la ville et la région de Hawija, occupées par l'État islamique depuis juin 2014. La ville de Hawija est elle-même reprise le 5 octobre. L'opération s'achève le 11 octobre avec la reconquête des derniers villages tenus par les djihadistes dans la région.

## Prélude
La ville de Hawija est peuplée de 70 000 habitants, en grande majorité Arabes sunnites. Après 2003, lors de la guerre d'Irak, les forces insurgées irakiennes, baasistes puis djihadistes, sont très actives dans la région, qui est surnommée le « Kandahar irakien » par les Américains,. C'est à Hawija qu'en avril 2013, des manifestations sunnites (en) contre la politique sectaire du premier ministre chiite Nouri al-Maliki sont réprimées (en) par les forces gouvernementales irakiennes (en), faisant 50  à   240 morts et provoquant le début de la seconde guerre confessionnelle irakienne,,.
Le 10 juin 2014, les combattants de l'EIIL s'empare de Hawija lors de leur grande offensive du nord de l'Irak (en). Progressivement, Hawija se retrouve isolée du reste des territoires contrôlés par l'EIIL : le 21 juin 2014, l'armée irakienne et ses alliés reprennent le contrôle de l'intersection entre l'autoroute 1 (en) (Bagdad-Qamichli) et la route 24 (Tikrit-Kirkouk), compliquant ainsi les trajets entre Mossoul et Hawija ; en octobre 2015, c'est au tour de l'intersection entre l'autoroute 1 et la route 19 (Haqlaniya (en)-Kirkouk) d'être reprise, suivie par le pont du barrage de Makhoul ; le 13 juillet 2016, la poche de Shirqat-Hawija (coupée en deux par le Tigre) est formée par l'offensive de Qayyarah ; avec la chute de Shirqat le 22 septembre suivant, Hawija et ses environs sont désormais seuls, sans liaison terrestre ou fluviale possible avec l'autre rive du Tigre,. 
En 2017, après les victoires des forces irakiennes et de leurs alliés à Mossoul en juillet et à Tall Afar en août, l'État islamique ne tient plus en Irak que la poche de Hawija dans la province de Kirkouk et la poche d'al-Qaïm, dans la province d'al-Anbar,.
Le 4 septembre 2017, Al Sumaria (en) rapporte qu'Ibrahim al-Aziz, un des leaders de l'État islamique dans la poche de Hawija, a été exécuté dans le village de Khan pour avoir tenté de se rendre aux peshmergas. Auparavant, le commandant de la police islamique de Hawija, Mahmoud Khamis al-Fadlawi, et le responsable du bureau de la zakât de Hawija, Mohamed Abdan al-Assafi, s'étaient déjà rendus aux peshmergas. 

## Forces en présence

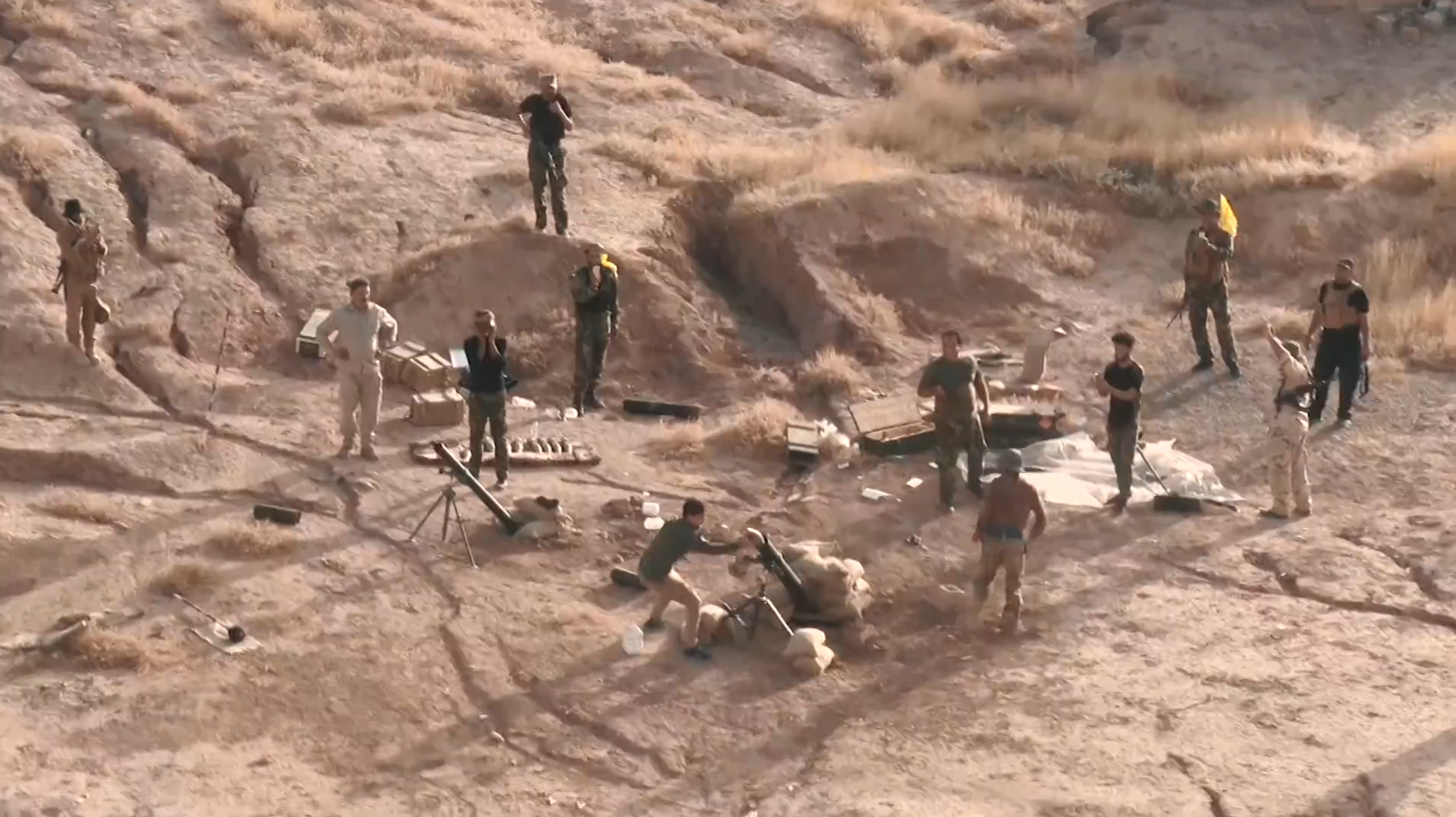
Miliciens chiites de Saraya al-Khorasani tirant au mortier contre des positions de l'État islamique, le 27 septembre 2017.

La poche de Hawija est défendue par environ 1 000 djihadistes ; large de 9 000 kilomètres carrés, elle se situe à l'intérieur d'un triangle délimité par Kirkouk au nord-est, Shirqat au nord-ouest et Baïji au sud. Les peshmergas du Gouvernement régional du Kurdistan (GRK) sont postés au nord, tandis que les forces irakiennes sont déployées au sud. Des chouyoukh et des responsables de tribus sunnites ont également pris les armes contre l'État islamique ; certains se sont alliés avec les peshmergas et d'autres avec les Hachd al-Chaabi. L'offensive est menée par l'armée (en), la police fédérale et les milices des Hachd al-Chaabi, dont l'Organisation Badr, la Division de combat d'al-Abbas, Asaïb Ahl al-Haq, le Harakat Hezbollah al-Nujaba, Saraya al-Khorasani et le Liwa Ali al-Akbar. Comme à Tall Afar un mois plus tôt, l'ensemble de ces forces sont placées sous le commandement du général Abdelamir Yarallah (en). La France, le Royaume-Uni et l'Australie engagent aussi leur aviations. L'armée française déploie également les CAESAR de la Task force Wagram,. Les peshmergas se contentent quant à eux de tenir leurs positions au nord,. Selon l'ONG International Rescue Committee, 85 000 civils, dont 40 000 enfants, sont aussi présents dans la poche de Hawija.
L'offensive est également lancée quatre jours avant la tenue du référendum sur l'indépendance du Kurdistan irakien, dans un contexte de grande tension entre le gouvernement irakien et le gouvernement régional du Kurdistan (GRK),. Bagdad est fermement opposé à la tenue de ce référendum ; le 19 septembre, le premier ministre irakien Haïder al-Abadi menace même le président du GRK Massoud Barzani de mener une opération militaire au Kurdistan si des violences devaient éclater à Kirkouk : « si la population irakienne était menacée par l'usage de la force en dehors de la loi, nous interviendrons militairement »,,.

## Déroulement

Carte de l'offensive à Hawija :
Zone contrôlée par le gouvernement irakien
Zone contrôlée par les peshmergas

Le 21 septembre 2017, le premier ministre Haïder al-Abadi annonce le début de l'offensive contre l'État islamique à Hawija. Le premier jour, les combats se concentrent à l'ouest, du côté de Shirqat : 20 villages sont repris selon le général Yarallah (en).
Selon des djihadistes faits prisonniers, les chefs de l'État islamique et les combattants étrangers prennent la fuite avant même le début de l'offensive ; ils se replient par petits groupes vers les monts Hamrin (en), où ils disposent de camps et de tunnels, abandonnant sur place les combattants locaux.
Le 29 septembre à l'aube, les forces irakiennes lancent la deuxième phase de leur offensive visant à reprendre le centre de Hawija et les localités environnantes de Rachad, Ryad et Abassi. Abassi, situé à 10 kilomètres au sud-ouest de Hawija, est repris en fin d'après-midi.
Le même jour, Ali Jabbar al-Salahi, dit « Abou Tahsine », surnommé aussi le « cheikh des snipers », est tué au combat dans les monts Hamrin, près de Hawija. Âgé de 63 ans et membre du Liwa Ali al-Akbar, il revendiquait la mort de plus de 320 djihadistes de l'État islamique.
Le 3 octobre, les troupes irakiennes s'emparent de la centrale électrique de Harayat et du pont al-Fatha, à l'est de Baïji. Le 4 octobre, elles prennent le contrôle de l'autoroute 24 reliant Tikrit à Kirkouk et entrent dans la ville de Hawija,. Le 5 octobre, elles reprennent entièrement le contrôle de la ville,.
Le village de Ryad est reconquis le lendemain de la prise de Hawija, mais quelques localités au nord et à l'est de la ville demeurent aux mains des djihadistes.
Le 11 octobre, l'armée irakienne annonce la fin des opérations à Hawija et affirme que tous les villages de la région ont été libérés.

## Les pertes
Selon l'armée et le ministère irakien de la Défense (en), 1 316 djihadistes de l'État islamique ont été tués et huit autres faits prisonniers au cours des opérations.
Selon les déclarations à l'agence Reuters d'un responsable de la sécurité du Kurdistan irakien, un millier de personnes se rendent aux peshmergas, dont plusieurs centaines de combattants de l'EI,. Les habitants de la région ont préféré se rendre aux Kurdes, sunnites, plutôt qu'à l'armée et aux milices, chiites. Peu de combattants étrangers se sont rendus, certains se sont enfuis, les autres ont combattu jusqu'à la mort.

## Suites
Le 12 novembre 2017, les autorités irakiennes annoncent la découverte à la base militaire d'al-Bakara, à trois kilomètres au sud-ouest de Hawija, de plusieurs charniers contenant les corps de plus de 400 personnes exécutées par les djihadistes de l'État islamique pendant la période où ils occupaient la région.